# Aposthonia ceylonica
Aposthonia ceylonica is een insectensoort uit de familie Oligotomidae, die tot de orde webspinners (Embioptera) behoort. De soort komt voor in Sri Lanka.
Aposthonia ceylonica is voor het eerst wetenschappelijk beschreven door Enderlein in 1912.